# Karel Šebor
Karel Šebor, též Karel Richard Šebor, v německé podobě Carl Richard Schebor, (13. srpna 1843 Brandýs nad Labem – 17. května 1903 Královské Vinohrady) byl český houslista, hudební skladatel, dirigent.

## Život

### Dětství
Narodil se brandýskému hospodskému Josefu Šeborovi a jeho manželce Kateřině, rozené Douchové.
Od svých tří let žil u svého dědečka, učitele Antonína Douchy, v Zeměchách (dnes součást Kralup nad Vltavou. Zde vyrůstal spolu se starším bratrem Františkem. V 11 letech vstoupil na Pražskou konzervatoř, kde studoval hru na housle u M. Mildnera a skladbu u Jana Bedřicha Kittla. Hudbu skládal od svých 13 let a byl ve své době považován za zázračné dítě. Ještě na konzervatoři zkomponoval Koncertní ouverturu B-dur a její provedení sám řídil. V té době zkomponoval také smyčcový kvartet, který věnoval svému mecenáši a prezidentu konzervatoře, hraběti Albertu Nostitz-Rieneckovi.

### Počátky v Praze
Po absolvování konzervatoře v roce 1861 se stal učitelem hudby u barona Puget-Puzeta v Polsku. Po vypuknutí Lednového povstání v roce 1863 se vrátil do Prahy. Úspěšně zde s orchestrem konservatoře uvedl svou 2. symfonii Es-dur. Po krátkém působení u divadla v Erfurtu se stal sbormistrem Prozatímního divadla. Zkomponoval operu Templáři na Moravě, která byla teprve druhou původní českou operou (po Dráteníkovi Františka Škroupa). Úspěch opery mu zajistil místo druhého kapelníka orchestru Prozatímního divadla společně s Bedřichem Smetanou. Musel se však zavázat, že každoročně zkomponuje jednu operu. Úspěch měly opery Drahomíra (1867) a Husitská nevěsta (1868), ale další opera Blanka uvedená v roce 1870 propadla. Přestože získal 1. cenu v soutěži o kantátu k oslavě položení základního kamene ke stavbě Národního divadla opustil Prozatímní divadlo a odešel do zahraničí. V té době byl na vrcholu slávy a vedle Bedřicha Smetany byl považován za nejvýznamnějšího českého operního skladatele.

### V zahraničí
Nejprve působil jako dirigent opery ve Lvově. V roce 1873 se stal vojenským kapelníkem 34. pěšího pluku. S ním cestoval do Košic, Komárna a posléze do Vídně. Jako vojenský kapelník byl mimořádně úspěšný. Za zásluhy o vojenskou hudbu byl vyznamenán rakouským i španělským řádem. V době svého působení v armádě přepracoval svou operu Husitská nevěsta, která v pozměněné podobě byla uvedena v Praze a napsal i svou poslední operu Zmařená svatba, rovněž uvedenou v Praze. Posléze byl přeložen do Prahy a v roce 1894 vojenské orchestry opustil.

### Rodinný život
Manželka Louise Maria (též Aloisie), rozená Berndlová (1866–??), dcery Olga (1885-??), Louise (1886–??), Aurelie (1888–??). Dobový nekrolog uvádí, že jeho manželství nebylo šťastné.
Byl bratr chemika, průmyslníka a člena panské sněmovny Františka Šebora (1838–1904).

### Závěr života
V Praze byl policejně přihlášen od roku 1888, jako povolání uvedl c. k. kapelník 88. pěšího pluku (k.k. Kapellmeister des 88. Inf. Reg.). Otevřel soukromou hudební školu a stal se kapelníkem sokolské hudby. Jeho hudba k sokolským cvičením na 2. až 4. všesokolském sletu mu vynesla všeobecné uznání. Byl též sbormistrem vinohradského Hlaholu. Jak uvádí dobový nekrolog „...domníval se, že kapela jeho dobrá, sehraná a s vybraným repertoirem, vedle vojáků aspoň se udrží, ale zklamal se.“ Půl roku před svou smrtí se stal kapitánem městského granátnického sboru.
Zemřel v chudobě, na plicní chorobu, zanechal po sobě čtyři neopatřené děti. Nejstarší dceři bylo v té době 16 let. Byl pohřben na Vinohradském hřbitově. Tisk popsal závěr jeho života takto:
| „                          | Kromě čtyř dítek žádná soucitná duše se o něj nestarala. Nedostatek číhal ze všech koutů... Dobrodinec jeden dnes slíbil dítkám pozůstalého opatřit smuteční šaty. Nedostatek v domácnosti mrazivě zaráží. | “ |
| — Národní listy, 18.5.1903 | |   |

## Výběr z díla

### Opery
- 1865 Templáři na Moravě na libreto Karla Sabiny
- 1867 Drahomíra
- 1868 Nevěsta husitská
- 1870 Blanka
- 1879 Zmařená svatba

### Orchestrální skladby
- 1. symfonie Es-dur (1858)
- 2. symfonie Es-dur (1861)
- 3. symfonie B-dur (1967)
- Valdštýnova smrt (ouvertura, 1860)
- Ouvertura op. 16 (1862)
- Koncertní ouvertura (1863)
- La mélancolie (1863)
- Hudba k sokolským cvičením

### Komorní dílo
- 3 smyčcové kvartety (živý je Smyčcový kvartet e-moll op. 42)
- Klavírní kvintet B-dur op. 46
- Drobné klavírní a houslové skladby

## Další skladby
- Slavnostní kantáta k položení základního kamene ND (1868)
- Májová noc (kantáta na slova Karla Jaromíra Erbena
- Carův kurýr (scénická hudba)
- Z kouzelné říše (balet)